# イヌリン
イヌリン（inulin）は、自然界において様々な植物によって作られる多糖類の一群である。炭水化物の一種、果糖の重合体（フルクタン）の一種であり、同類の植物による貯蔵栄養素であるデンプンと異なりヒトの消化器では分解不能で、大腸の腸内細菌叢によって初めて代謝されるため、栄養成分表示では糖質ではなく食物繊維として扱われる。キク科の植物は肥大した根や地下茎、それに由来する塊茎などに栄養源を貯蔵するための手段として利用している。イヌリンを合成・貯蔵する植物は、多くの場合デンプンのような他の物質を貯蔵することはない。イヌリンの名称は、キク科オグルマ属の植物（Inula）から抽出されたことに由来する。
イヌリンはヒトが水溶性食物繊維を補うことができるためチコリーの根などから抽出するといった方法で工業的に生産され（後述）、飲料（コーヒー、茶、乳酸菌飲料など）、菓子（チョコレート、ビスケット、飴など）、パン、魚肉練り製品といった飲食物に素材として使用されることが近年増えてきている。薄味のものから甘めのものまで広範に使用されており、砂糖や脂肪、小麦粉の代わりに用いられることもある。これは次の点において有利であるとされる。すなわち、イヌリンは砂糖や他の炭水化物と比較して3分の1から4分の1程度のエネルギーしか含まず、脂肪と比べて6分の1から9分の1程度のエネルギーしか含まない。さらに、カルシウムの吸収を促進し、おそらくはマグネシウムの吸収も促進する。また、腸におけるバクテリアの活動を増進させる。
栄養学的には水溶性食物繊維の一種として扱われ、多量に摂取すると（特に、過敏な人あるいは不慣れな人にとっては）腹部膨満を来す可能性があることに注意が必要とされる。血糖に直接的に作用することはないが、食後の血糖濃度上昇を抑制することに加え、腸内細菌による代謝産物がインスリン感受性を向上させることにより、糖尿病患者の血糖値を適切な水準に調節することが報告されている。そのため、血糖値異常に起因する疾病に対しての有効な食事療法の手段として期待される。
健康食品の一種として、通信販売等で入手可能である。直接食べると、ほのかな甘味を感じる。吸湿性が高く、水分を含むとべたつく。ダマになりやすく、冷水に溶かす際には少しずつ入れて良く撹拌する必要がある。

## 生化学
イヌリンは主に果糖の重合体であり、普通は末端にブドウ糖が結合している。果糖はイヌリン中でβグリコシド結合をしている。植物中に存在する場合はおよそ2から140個の果糖を含む。
イヌリン類のうち最も単純なものは1-ケストース（1-kestose）であり、これは2つの果糖と1つのブドウ糖からなる。
加水分解によってオリゴ糖を生ずる。

## 薬物動態学
イヌリンは糸球体において完全に濾過され、腎尿細管によって分泌されることも再吸収されることもないため、重要な腎機能（特に糸球体濾過量）の測定を行う指標物質として使用され続けてきた（イヌリンクリアランス）。
慢性腎臓病患者の大多数に対して、EDTA（エチレンジアミン四酢酸、エデト酸）、クレアチニンクリアランスといった項目を調べることで糸球体濾過量を実際に測定できると確認されており、それはイヌリンの測定よりも単純な方法で可能であるために広く行われるようになっているのであるが、それでもなお、イヌリンの検査をすることで糸球体濾過量を測定することは標準であるとされている。

## 使用による人体への効果
イヌリンは人体においてデンプンを消化するために分泌されるアミラーゼ（プチアリン・アミロプシン）という酵素によって消化されない。通常の消化過程ではイヌリンが単糖類にまで分解されることはないので、その摂取により血糖値が上昇することはない。イヌリン自体のGI値は1程度である。むしろ、難消化性デキストリン等の他の水溶性食物繊維同様、前後に接触したほかの糖質の吸収を穏やかにする効果により食後血糖値の急激な上昇を抑制すると予想される。さらに、一部の腸内細菌によって短鎖脂肪酸へと代謝されることにより、間接的に血糖調整ホルモンの一つGLP-1に作用することでインスリンの分泌を活性化する。そのため、糖尿病に対する有効な食事療法の手段として期待が持たれている。
加えて、短鎖脂肪酸は脂肪酸受容体GPR43を介することで脂肪組織でのインスリン作用については抑制することが報告されている。これらのインスリン分泌に関する選択的な活性化と抑制は体全体のインスリン感受性を上昇させ、エネルギー利用効率を上昇させる。そのためイヌリンをはじめとする水溶性物繊維の摂取により短鎖脂肪酸を供給することは食事性肥満の防止に有効と考えられており、実際に、ヒトを対象とした臨床試験でイヌリンの摂取が血中中性脂肪を有意に低下させた例がいくつか報告されている。
また、2型糖尿病の女性49人を対象にイヌリンを投与したところ、空腹時血糖値、糖化ヘモグロビン（HbA1c）、マロンジアルデヒドの低下が認められ、スーパーオキシドディスムターゼの活性が高まるなど抗酸化能力の増加が認められた。
イヌリンは非常に効果的なプレバイオティクスでもあり、腸内において人体に有益な細菌を増やすのに貢献する。既に述べたように、イヌリンは消化されることなく胃と十二指腸を通過し、腸内の細菌にとって有益な栄養源となる。特に腸内細菌叢における優勢種の一つであり高いイヌリン資化性を持つビフィズス菌の生育に与える影響は高く、多数の研究においてイヌリンの継続的な摂取が腸内のビフィズス菌数を有意に増加させたことが報告されている。
伝統的な食事には、最高で1日当たり20グラムのイヌリンまたはオリゴ糖を含むものもある。キクイモやチコリー、ニンニク、リーキ、玉ねぎ、ゴボウ、ヤーコンといった食材はもともと多量のイヌリンあるいはオリゴ糖を含むため、何世紀にもわたって健康への刺激剤と考えられてきた。

## イヌリンを含む植物
上記の野菜を含む次の植物は、高濃度のイヌリンを含む。
- トピナンブール
- キクイモ（菊芋）
- ダリア
- ゴボウ
- アザミ
- タンポポ
- ヤムイモ
- アーティチョーク（朝鮮薊）
- チコリー
- ヒカマ（葛芋）
- タマネギ
- ニンニク
- リュウゼツラン（竜舌蘭）
- ニラ

## イヌリンの製造方法
イヌリンの製造方法は大きく分けて2つ。
- 菊芋やチコリーなどイヌリンを高濃度に含む植物を原料にイヌリンを抽出・分離し、且つ、精製（脱塩・脱色）する方法。
- 砂糖を原料にイヌリン合成酵素により砂糖に果糖を付加することで製造、生成する方法。

砂糖を原料に高濃度のイヌリンを生成する技術は、フジ日本精糖株式会社が国内外で特許を取得している
。